# Figli e amanti (film)
Figli e amanti (Sons and Lovers) è un film del 1960 diretto da Jack Cardiff, basato sul romanzo omonimo di D. H. Lawrence.
È stato presentato in concorso al 13º Festival di Cannes.

## Premi e riconoscimenti
- 1961 - Premio Oscar
  - Migliore fotografia a Freddie Francis
  - Candidatura come miglior film a Jerry Wald
  - Candidatura come migliore regia a Jack Cardiff
  - Candidatura come miglior attore protagonista a Trevor Howard
  - Candidatura come miglior attrice non protagonista a Mary Ure
  - Candidatura come migliore sceneggiatura non originale a Gavin Lambert e T.E.B. Clarke
  - Candidatura come migliore scenografia a Thomas N. Morahan e Lionel Couch
- 1961 - Golden Globe
  - Migliore regia a Jack Cardiff
  - Candidatura come miglior film drammatico
  - Candidatura come miglior attore in un film drammatico a Trevor Howard
  - Candidatura come miglior attore in un film drammatico a Dean Stockwell
  - Candidatura come miglior attrice non protagonista a Mary Ure
- 1961 - Premio BAFTA
  - Candidatura come miglior attrice britannica a Wendy Hiller
- 1960 - Festival di Cannes
  - Candidatura come Palma d'Oro a Jack Cardiff
- 1960 - National Board of Review Award
  - Miglior film
  - Migliore regia a Jack Cardiff
- 1960 - New York Film Critics Circle Award
  - Miglior film
  - Migliore regia a Jack Cardiff